# Луций Тусидий Кампестер
Луций Тусидий Кампестер (на латински: Lucius Tusidius Campester) е политик и сенатор на Римската империя през 2 век.
През 142 г. той е суфектконсул заедно с Квинт Корнелий Сенецио Аниан.